# جماعت اشکاشم
اشکاشم جماعت و شهرکی در جنوب شرقی کشور تاجیکستان است که در ناحیهٔ اشکاشم ولایت مختار کوهستان بدخشان قرار دارد. جمعیت این جماعت ۶۵۶۷ است.